# Pierre Bourdieu
Pierre Bourdieu (Denguin, 1 augustus 1930 – Parijs, 23 januari 2002) was een Franse socioloog. In eigen land was hij een vooraanstaande linkse intellectueel, daarbuiten was hij vooral onder sociaal-wetenschappers bekend. Mede dankzij zijn opus magnum La distinction uit 1979 geldt hij als een van de grote sociologen van de twintigste eeuw.

## Levensloop
Bourdieu werd geboren als zoon van een postbode in een boerengemeenschap aan de rand van de Pyreneeën. Hij studeerde filosofie aan de École normale supérieure in Parijs en ging vervolgens doceren aan de universiteit van Algiers. In Algerije, waar hij ook als soldaat diende, schreef hij in de jaren vijftig zijn eerste sociologische studies, de wetenschap waar hij zich toe ‘bekeerde’. Hij hield zich onder andere bezig met de ontworteling van de Algerijnen door het Franse kolonialisme en door de islam.
In 1968 stichtte hij het onderzoeksinstituut Centre de Sociologie Européene en in 1975 richtte hij het tijdschrift Actes de la recherche en sciences sociales op. In 1982 volgde hij Raymond Aron op als hoogleraar aan het prestigieuze Collège de France. Hij is zich altijd vooral blijven bezighouden met sociale ongelijkheid, wat waarschijnlijk mede te danken is aan zijn eigen lage afkomst. Behalve socioloog werd hij ook steeds meer politiek activist. Hij richtte zich tegen moderne sociaaldemocraten als Jospin en Blair, die in de jaren ’80 en ’90 steeds neoliberaler werden. Hierdoor groeide hij in Frankrijk uit tot net zo’n bekende intellectueel als bijvoorbeeld Sartre, Foucault of Derrida.
Toen hij dan ook op 23 januari 2002 onverwacht aan kanker overleed – hij was 71 – openden de krant Le Monde en veel televisiejournaals met dit bericht. Hij werd begraven op de beroemde Parijse begraafplaats Père-Lachaise.

## Werk

### Algemeen
Bourdieu was een van de weinige grote sociologen die theorie en empirie met elkaar verbond. Hij verrichtte grootschalige onderzoeken door middel van zowel enquêtes als diepte-interviews en bronnenonderzoek en wist de vergaarde gegevens te gebruiken voor het opstellen van nieuwe, diepgaande theorieën.
Daarnaast heeft hij altijd reflexiviteit in de sociologie gepropageerd: sociologen dienen zich altijd goed bewust te zijn van hun eigen positie in het onderzoeksveld, in de wetenschap en in de samenleving. Sociologen dienen zichzelf en de sociale wetenschap op eenzelfde manier te bestuderen als ze de maatschappij doen.
Voor velen was Bourdieu geen gemakkelijk schrijver. Zijn voortdurende drang om alles via bijzinnen en terzijdes zo precies mogelijk te beschrijven en ook weer te nuanceren leverde soms ontoegankelijk proza op.

### Veld, kapitaal en habitus
Tijdens zijn studie kwam Bourdieu in aanraking met het existentialisme van Sartre. In het existentialisme hebben de actoren een zeer grote invloed om hun wereld te creëren. Naar het idee van Bourdieu hield Sartre hier te weinig rekening met de beperkingen die de sociale structuur oplegt aan actoren. Hij vond hierin aanvankelijk een oplossing in het structuralisme van Lévi-Strauss, maar uiteindelijk was dit voor hem net zo beperkend, maar dan aan de andere kant van het structure-agency-debat. Hij deelde daarbij het existentialisme van Sartre in bij het subjectivisme, wat daarnaast ook de fenomenologie van Schütz, het symbolisch interactionisme van Blumer en de etnomethodologie van Garfinkel omvatte. Lévi-Strauss viel in het kamp van het objectivisme, met ook het structuralisme van Saussure en het structuralistisch marxisme.
Volgens Bourdieu worden de handelingen van individuen niet volledig bepaald door zoiets abstracts als de maatschappij, noch bestaat de maatschappij volledig uit de optelsom van de handelingen van individuen, maar is er eerder sprake van een wisselwerking. Om de kloof te overbruggen ontwikkelde hij de begrippen veld (champ) en habitus. De samenleving bestaat uit verschillende, elkaar overlappende, velden, zoals de politiek, de wetenschap en de kunst. Binnen deze velden is een voortdurende, deels onbewuste, machtsstrijd gaande tussen de medespelers om de schaarse middelen die binnen dat veld op het spel staan. Binnen elk veld gelden specifieke, wederom deels onbewuste, spelregels waar de deelnemers zich aan moeten houden.
Om in een veld macht en invloed te verwerven hebben mensen kapitaal nodig. Het gaat dan niet alleen om economisch kapitaal, zoals geld en onroerend goed, maar ook om cultureel kapitaal (kennis, vaardigheden, opleiding) en om sociaal kapitaal (relaties, netwerken). Deze driedeling is geïnspireerd door de theorie van Weber. Later heeft Bourdieu hier nog andere vormen van kapitaal aan toegevoegd, zoals symbolisch kapitaal (grofweg: sociale erkenning) en linguïstisch kapitaal (beheersing van de taal van de dominante cultuur).
In elk veld ontwikkelen mensen onbewust een bepaalde habitus, een duurzame manier van waarnemen, denken en handelen, waarmee mensen zich in het veld kunnen handhaven en verder kunnen komen. Mensen die zich al lang in een veld bevinden, bijvoorbeeld sinds hun geboorte, hebben zo een voorsprong op nieuwkomers, omdat de habitus bij hen volledig geïnternaliseerd is. De habitus is dus door het samenspel van individuen gevormd, om vervolgens structurele vormen aan te nemen die hun handelen verder beïnvloedt: ziehier de sleutel tussen individu en maatschappij, tussen micro en macro.
Bourdieus ideeën over veld en habitus vertonen gelijkenis met de figuratiesociologie van Elias, die vooral in de Amsterdamse sociologie ingang heeft gevonden. Bourdieu heeft ze niet alleen op de samenleving als geheel en de klassenstructuur toegepast, maar ook op allerlei specifieke terreinen, zoals het academische (Homo academicus, 1984) en het artistieke veld (Les règles de l’art, 1992).

### Reproductietheorie
Uit het bovenstaande leidde Bourdieu af dat de klassenstructuur zichzelf voortdurend reproduceert. We leven weliswaar in een meritocratische samenleving, waarin intelligentie en dus opleiding je plaats in de samenleving zouden moeten bepalen, in werkelijkheid blijft het moeilijk voor een dubbeltje om een kwartje te worden. Doordat arbeiderskinderen die hoger onderwijs volgen weinig begrijpen van de subtiele gebruiken die in de hogere kringen opgeld doen en door hun gebaren, hun taalgebruik enzovoort verraden dat ze niet van kindsbeen af in die kringen verkeren en er dus eigenlijk niet in thuishoren, zullen ze nooit helemaal tot de bovenlaag van de samenleving doordringen.
Ze hebben de habitus niet van huis uit meegekregen. Bourdieu, zelf afkomstig uit de lagere middenklasse in de provincie, lijkt op het eerste gezicht de uitzondering die de regel bevestigt, maar ook hij heeft nooit het gevoel 'te horen’ tot de Parijse academische wereld.

### Distinctietheorie
Bourdieu heeft zijn grootste bekendheid te danken aan zijn uit 1979 daterende boek La distinction. Critique sociale du jugement, dat in 1984 in het Engels werd vertaald als Distinction. A social critique on the judgement of taste. Hierin werkte hij de manier waarop de sociale klassen zich tot elkaar verhouden verder uit door hun lifestyle en culturele smaak te bestuderen. Iemands culturele smaak is niet simpelweg een persoonlijke voorkeur, maar in veel gevallen een uiting van de groep waartoe hij of zij behoort.
Op grond van onder meer een enquête in de jaren zestig onder ruim 1200 mensen concludeerde hij dat mensen zich met behulp van hun culturele smaak van elkaar onderscheiden. Het gaat hier niet alleen om zaken als muziek, literatuur en beeldende kunst, maar ook om eetvoorkeuren, kleding, interieur en dergelijke. Door hun opvoeding en in mindere mate hun opleiding hebben mensen uit de hogere klassen een habitus ontwikkeld waarin ‘hoge cultuur’ centraal staat. Zij zijn in staat en ook geneigd om kunstwerken meer op vormaspecten, originaliteit en de verhouding tot andere kunst te beoordelen (dit noemt hij een ‘esthetische dispositie’) dan op de inhoud, het oproepen van emoties en het directe nut.
Het onderscheidt hen van mensen uit lagere klassen, tegen wie ze zich – al dan niet bewust – afzetten. Mensen uit de midden- en arbeidersklasse die hogerop willen, hebben aan hun eventuele hoge opleiding vaak niet genoeg om volledig geaccepteerd te worden door de hoogste klassen. Ze hebben niet genoeg ‘cultureel kapitaal’, hoge cultuur zit niet in hun ‘habitus’. En áls bepaalde groepen een culturele voorkeur van hogere klassen overnemen, beschouwen die hogere klassen het niet meer als exclusief en is het voor hen dus tijd om weer iets nieuws te omarmen.
De klassenstructuur is door Bourdieu weergegeven in een ‘sociale ruimte’, waarin niet alleen de hoeveelheid kapitaal die mensen bezitten een rol speelt (de traditionele hiërarchie), maar ook de samenstelling van het kapitaal. Mensen met vooral economisch kapitaal (bv. in het bedrijfsleven) hebben vaak een traditionele culturele voorkeur, mensen met veel cultureel kapitaal (academici, kunstenaars) een meer progressieve (avant-garde). Ook speelt het traject dat mensen hebben afgelegd een belangrijke rol (zijn ze bv. sociale stijgers?), wat het geheel een dynamisch karakter geeft.

## Kritiek
Behalve om zijn ingewikkelde taalgebruik en zijn links activisme is Bourdieu ook om andere redenen bekritiseerd. Zo is zijn sociologie zeer Frans gericht. In andere samenlevingen dan de Franse, bijvoorbeeld de Amerikaanse of de Nederlandse, zouden de scheidslijnen tussen de klassen veel minder scherp gedefinieerd zijn. Er zouden veel meer mensen voorkomen die allerlei smaakvoorkeuren uit de hoge en lage cultuur mixen, de zogenaamde ‘culturele omnivoren’. Zelfs al in de jaren ’60, toen Bourdieu zijn onderzoek deed.
Bovendien voelen velen, vooral uit de culturele elite, zich geschoffeerd door het idee dat ze zich bewust van mensen met een andere smaak zouden willen onderscheiden, dat ze snobs zouden zijn. Bourdieu bedoelde dit echter veel implicieter. Statusmotieven spelen meestal slechts onbewust een rol bij culturele smaak.
Tot slot zou Bourdieu empirische gegevens soms te gemakkelijk interpreteren en zijn sommige begrippen, zoals veld, niet altijd even goed uitgewerkt.

## Selecte bibliografie
- 1958 - Sociologie de l’Algérie
- 1970 - La reproduction. Éléments pour une théorie du système d'enseignement
- 1979 - La distinction. Critique sociale du jugement (1984, Distinction. A social critique of the judgement of taste)
- 1980 - Le sens pratique
- 1984 - Homo academicus (2002, Homo academicus, vert. Patrick Claeys, Freddy Mortier & Jacques Tacq)
- 1989 - Opstellen over smaak, habitus en het veldbegrip, red. Dick Pels
- 1992 - Les règles de l’art (1994, De regels van de kunst. Wording en structuur van het literaire veld, vert. Rokus Hofstede)
- 1992 - Réponses: pour une anthropologie réflexive (1992, Argumenten. Voor een reflexieve maatschappijwetenschap, vert. Rokus Hofstede)
- 1993 - La misère du monde
- 1996 - Sur la télévision (1998, Over televisie, gevolgd door In de greep van de journalistiek, vert. Rokus Hofstede)
- 1997 - Méditations pascaliennes
- 1998 - La Domination masculine
- 2002 - Ein soziologischer Selbstversuch (postuum, vert. van Esquisse d'une auto-analyse, 2004)

- Bibsys: 90102317
- Biblioteca Nacional de Chile: 000039861
- Biblioteca Nacional de España: XX1723493
- Bibliothèque nationale de France: cb118934022 (data)
- Catàleg d'autoritats de noms i títols de Catalunya: 981058520015806706
- CiNii: DA00429973
- Digitale Bibliotheek voor de Nederlandse Letteren: bour002
- Gemeinsame Normdatei: 118810758
- International Standard Name Identifier: 0000 0001 2138 5892
- Library of Congress Control Number: n79018166
- Nationale Bibliotheek van Letland: 000017143
- MusicBrainz: 96f4e198-b860-4698-a528-78e78b852d80
- Bibliotheek van het Japanse parlement: 00463589
- Nationale Bibliotheek van Tsjechië: jn20010602372
- Nationale bibliotheek van Australië: 35020703
- Nationale Bibliotheek van Israël: 987007258910805171
- Nationale Bibliotheek van Polen: a0000001181769
- Nationale en Universitaire bibliotheek Zagreb: 000001070
- Nederlandse Thesaurus van Auteursnamen: 071475206
- Réseau des bibliothèques de Suisse occidentale: 02-A000022157
- RKD-Nederlands Instituut voor Kunstgeschiedenis: 264915
- Istituto Centrale per il Catalogo Unico: CFIV000974
- LIBRIS: 207447
- SNAC: w6zh96fd
- Système universitaire de documentation: 027715078
- Trove: 794932
- Union List of Artist Names: 500248421
- Virtual International Authority File: 71387829
- WorldCat: E39PBJmdymFVYPHKWYvhk96Yfq